# 대한민국 형법 제96조
대한민국 형법 제96조는 시설파괴이적죄에 관한 형법 각칙의 조문이다.

## 조문
제96조 【시설파괴이적】
적국을 위하여 전조에 기재한 군용시설 기타 물건을 파괴하거나 사용할 수 없게 한 자는 사형 또는 무기징역에 처한다.

## 해설
- '전조 (형법 제95조)에 기재한 군용시설'이란 군대 · 요새 · 진영 또는 군용에 공하는 선박이나 항공기, 기타 장소 · 설비, 건조물, 병기 탄약 그 외에 군용에 공하는 물건을 칭한다.
- 미수범은 처벌하며 (→형법 제100조), 예비·음모, 선동·선전 행위 또한 처벌한다. (→형법 제101조)